# Roustabout (chanson)
Pour les articles homonymes, voir Roustabout.
Roustabout  est la chanson titre du film Roustabout (L'Homme à tout faire) écrite par Bill Giant, Bernie Baum et Florence Kaye et interprétée par Elvis Presley. Première pièce de l’album Roustabout, paru en 1964, elle a nécessité deux sessions au studio Radio Recorders, à Hollywood : la musique a été enregistrée le 29 avril 1964 (11e prise) et Presley a ajouté sa voix le 14 mai de la même année (17e prise). Bien que les Jordanaires soient inscrits sur l’album comme étant le groupe vocal accompagnant le chanteur, ce sont les Mello Men que l’on entend. 
Le roustabout (mot anglais) est un homme à tout faire. Dans la chanson, le chanteur exprime son désir de ne pas s’attacher, voyageant de ville en ville.
Un simple promotionnel comportant la chanson sur la face A (RCA SP-45-139) a été préparé à l'époque pour les stations de radio. En face B on retrouvait la chanson One Track Heart. Un autre simple (Paramount Pictures SP-2414), celui-là préparé exclusivement pour les salles de cinéma américains, avait Roustabout sur les deux faces. La face A devait être jouée avant la sortie officielle du film, un annonceur disant que le film serait bientôt à l'affiche. La face B devait être jouée quant à elle durant les semaines où le film serait en salle, l'annonceur disant précisément que le film était maintenant à l'affiche.
Pour la version du film, quelques instruments ont été ajoutés. Utilisant la même trame musicale que la version parue en 1964, les prises vocales #6 et #8 ont paru respectivement dans les coffrets Collectors Gold et Today, Tomorrow And Forever.